# John Leech (mathématicien)
Pour les articles homonymes, voir John Leech.
John Leech (21 juillet 1926 – 28 septembre 1992) est un mathématicien britannique qui a travaillé en théorie des nombres, géométrie et théorie combinatoire des groupes. Il est surtout connu pour sa découverte du réseau de Leech en 1965. Il a été marié à Jenifer Haselgrove (en), une scientifique britannique.

## Biographie
John Leech fréquente le Trent College dans le Derbyshire et le King's College de Cambridge, où il obtient une licence en mathématiques en 1950. Il travaille ensuite chez Ferranti à Manchester sur le développement des premiers ordinateurs. En 1954, il retourne à Cambridge en tant qu'étudiant chercheur. En 1959, il devient lecturer au Computing Laboratory de l'université de Glasgow. En 1967-1968, il est chercheur à l'Atlas Computer Laboratory près de Harwell. En 1968, il rejoint la nouvelle université de Stirling, où il enseigne l'informatique dans une chaire spécialement créée pour lui. En 1980, il prend une retraite anticipée pour des raisons de santé.
Leech est victime d'une crise cardiaque à bord du « Waverley », un bateau à aubes historique, alors que celui-ci effectue son dernier voyage de la saison entre Rothesay et Largs. Leech faisait partie du comité de soutien au bateau à vapeur.

## Recherche
Leech est l'un des premiers à appliquer l'informatique à l'algèbre effective, par exemple en implémentant l'algorithme de Todd-Coxeter pour l'énumération des classes d'un groupe modulo un sous-groupe. Il est principalement connu pour sa découverte en 1964 du réseau de Leech, le réseau d'un empilement dense de sphères en 24 dimensions, qui est important pour la construction des groupes simples sporadiques. Par exemple, John H. Conway a construit trois nouveaux groupes sporadiques comme groupes de symétrie du réseau de Leech. Auparavant, Leech lui-même avait tenté en vain d'intéresser d'autres théoriciens des groupes et géomètres comme H. S. M. Coxeter, John Arthur Todd et Graham Higman à l'étude du groupe de symétries de son réseau.
En 1956, John Leech donne, dans une courte note, une nouvelle preuve du problème du nombre de contact en trois dimensions, à savoir qu'au plus douze autres sphères de même taille peuvent toucher une sphère centrale. Bartel Leendert van der Waerden et Kurt Schütte l'avaient déjà démontré en 1953. La preuve de Leech était présentée de manière très sommaire, mais elle est considérée comme très élégante et c'est pourquoi Aigner et Ziegler l'ont incluse dans la première édition de leur livre Proofs from THE BOOK.

## Publications (sélection)
- Leech, John, « Notes on sphere packings », Canadian Journal of Mathematics, vol. 19,‎ 1967, p. 251-267 (zbMATH 0162.25901).
- Leech, John, « Some sphere packing in higher space. », Canadian Journal of Mathematics, vol. 16,‎ 1964, p. 657-682 (zbMATH 0142.20201).
- Leech, John, « The problem of the thirteen spheres », Mathematical Gazette, vol. 40,‎ 1956, p. 22-23 (zbMATH 0070.17601).